# Kalamas
Der Kalamas (neugriechisch Καλαμάς, altgriechisch Θύαμις Thyamis, albanisch Lumi i Kalamajt ‚Fluss der Kinder‘) ist ein 115 km langer Fluss in Griechenland, der durch die Regionalbezirke Ioannina und Thesprotia in der Region Epirus fließt. 
Er entspringt im Pindos-Gebirge und mündet nach 115 km Flusslauf etwa 10 km nordwestlich der Stadt Igoumenitsa in die Bucht von Valtos des Ionischen Meeres. Der Fluss ist zeitweise ein beliebtes Ziel von Fischern.